# Гейверфорд-Колледж (Пенсільванія)
Гейверфорд-Колледж (англ. Haverford College) — переписна місцевість (CDP) в США, в округах Делавер і Монтгомері штату Пенсільванія. Населення — 1497 осіб (2020).

## Географія
Гейверфорд-Колледж розташований за координатами 40°0′32″ пн. ш. 75°18′26″ зх. д. / 40.00889° пн. ш. 75.30722° зх. д. (40.008917, -75.307238).  За даними Бюро перепису населення США в 2010 році переписна місцевість мала площу 0,78 км², з яких 0,77 км² — суходіл та 0,01 км² — водойми.

## Демографія
Згідно з переписом 2010 року, у переписній місцевості мешкала 1331 особа в 61 домогосподарстві у складі 40 родин. Густота населення становила 1698 осіб/км².  Було 64 помешкання (82/км²).
Расовий склад населення:
| - 77,4 % — білих - 7,4 % — азіатів - 5,6 % — чорних або афроамериканців - 0,2 % — корінних американців - 3,1 % — осіб інших рас |

До двох чи більше рас належало 6,4 %. Частка іспаномовних становила 7,7 % від усіх жителів.
За віковим діапазоном населення розподілялося таким чином: 3,6 % — особи молодші 18 років, 95,6 % — особи у віці 18—64 років, 0,8 % — особи у віці 65 років та старші. Медіана віку мешканця становила 20,4 року. На 100 осіб жіночої статі у переписній місцевості припадало 82,3 чоловіків;  на 100 жінок у віці від 18 років та старших — 81,2 чоловіків також старших 18 років.
Середній дохід на одне домашнє господарство  становив 138 479 доларів США (медіана — 153 182), а середній дохід на одну сім'ю — 185 198 доларів (медіана — 166 333). Медіана доходів становила 80 750 доларів для чоловіків та 101 500 доларів для жінок. За межею бідності перебувало 4,7 % осіб, у тому числі 0,0 % дітей у віці до 18 років та 0,0 % осіб у віці 65 років та старших.
Цивільне працевлаштоване населення становило 529 осіб. Основні галузі зайнятості: освіта, охорона здоров'я та соціальна допомога — 66,9 %, мистецтво, розваги та відпочинок — 16,4 %, роздрібна торгівля — 6,2 %, науковці, спеціалісти, менеджери — 3,0 %.